# Peperomia luisana
Peperomia luisana är en pepparväxtart som beskrevs av Trel. & Standley. Peperomia luisana ingår i släktet peperomior, och familjen pepparväxter. Inga underarter finns listade i Catalogue of Life.